# Heptadecan
Heptadecan ist ein langkettiges, lineares Alkan.

## Vorkommen
Heptadecan kommt in den Ausscheidungen des Kaffeekirschenkäfers (Hypothenemus hampei) vor und wirkt als Kairomon, das den Parasiten Prorops nasuta (Ordnung Hautflügler) anlockt.

## Eigenschaften
Heptadecan ist eine klare, hochsiedende Flüssigkeit. Es ist löslich in Ethanol und Diethylether, jedoch kaum löslich in Wasser. Der Flammpunkt liegt bei 149 °C.

## Verwendung
Dieseltreibstoff enthält unter anderem n-Alkane, die im Allgemeinen eine Kettenlänge zwischen neun und 24 aufweisen, wozu auch Heptadecan gehört. Heptadecan wird gelegentlich als Referenzstandard in der Gaschromatographie verwendet. Auch als Extraktionslösungsmittel für die Analyse ätherischer Öle wird es gelegentlich verwendet.